# Барнсдал (Оклахома)
Барнсдал (енгл. Barnsdall) град је у америчкој савезној држави Оклахома.

## Демографија
По попису из 2010. године број становника је 1.243, што је 82 (-6,2%) становника мање него 2000. године.
| Група             | 2000.       | 2010.       |
| Белци             | 972 (73,4%) | 889 (71,5%) |
| Афроамериканци    | 0 (0,0%)    | 2 (0,2%)    |
| Азијати           | 4 (0,3%)    | 0 (0,0%)    |
| Хиспаноамериканци | 24 (1,8%)   | 36 (2,9%)   |
| Укупно            | 1.325       | 1.243       |